# Selected Ambient Works 85–92
Selected Ambient Works 85–92 är Aphex Twins debutalbum, utgivet i november 1992 på etiketten Apollo Records. Albumet föregicks av EP:n Analogue Bubblebath.

## Låtlista
Alla låtar är skrivna och komponerade av Richard D. James. 
| Nr  | Titel                   | Längd |
| --- | ----------------------- | ----- |
| 1.  | Xtal                    | 4:54  |
| 2.  | Tha                     | 9:06  |
| 3.  | Pulsewidth              | 3:46  |
| 4.  | Ageispolis              | 5:23  |
| 5.  | i                       | 1:17  |
| 6.  | Green Calx              | 6:05  |
| 7.  | Heliosphan              | 4:51  |
| 8.  | We Are the Music Makers | 7:43  |
| 9.  | Schottkey 7th Path      | 5:08  |
| 10. | Ptolemy                 | 7:10  |
| 11. | Hedphelym               | 6:00  |
| 12. | Delphium                | 5:26  |
| 13. | Actium                  | 7:32  |